# 莫斯群島
莫斯群島（英語：Moss Islands），是南極洲的群島，位於葛拉漢地西岸的丹科海岸，處於米達斯島以東和阿彭迪斯島以北的休斯灣，現時由南極條約體系管理。